# Mạc Đình Phúc
Mạc Đình Phúc hay Mạc Đĩnh Phúc, tên thật là Nguyễn Khắc Tình (hoặc Tĩnh) (1849-1897), là thủ lĩnh nghĩa quân kháng Pháp tại một số tỉnh thuộc miền Bắc Việt Nam vào cuối thế kỉ 19.

## Thân thế & sự nghiệp
Mạc Đình Phúc sinh ở xã Thanh Bình (nay thuộc huyện Thanh Hà, tỉnh Hải Dương); còn nhóm Nhân văn Trẻ thì ghi ông sinh ở làng Bình Hạ, huyện Thanh Trì, tỉnh Thái Bình.
Sau khi thi đỗ tú tài, Mạc Đình Phúc làm nghề dạy học. Oán ghét thực dân Pháp, Mạc Đình Phúc tự nhận mình là cháu 18 đời của nhà Mạc và ra sức tuyên truyền rằng mình có phép thần thông làm cho súng đạn của đối phương bắn không nổ, để chiêu mộ nghĩa quân chống lại quân xâm lược.
Năm 1896, Kỳ Đồng (1875-1929) mua đất gần vùng Yên Thế lập đồn điền, bí mật giúp Mạc Đình Phúc trong việc tổ chức Nghĩa đảng. Hai ông đã chia lực lượng ra làm đội, cơ, vệ, nha, hộ (cứ 30 người thành một đội, 4 đội thành một cơ, 4 cơ thành một vệ...) rồi định chức quan lĩnh, đô lĩnh, thống chế, đô hiển để cai quản. Nghĩa quân gọi chung là Mạc thiên binh, còn Mạc Đình Phúc thì tự xưng là Đổng thống nguyên nhung, lập đại bản doanh ở Thái Bình, Hải Dương.
Nhờ giỏi tuyên truyền và kỷ luật nghiêm minh (cấm nghĩa quân không được cướp bóc hoặc hà hiếp nhân dân, ai vi phạm sẽ bị phạt nặng), nên phong trào của Mạc Đình Phúc lan nhanh ra khắp các tỉnh Quảng Ninh, Hải Dương, Hưng Yên, Kiến An, Thái Bình, Nam Định, Hà Nam...
Ngày 13 tháng 12 năm 1897, nghĩa quân làm lễ tế cờ tại chùa Minh Khánh, cờ đề "Bình Tây diệt Nguyễn", rồi xuất quân đánh vào thành phố Hải Dương, bao vây Ninh Giang (nay thuộc tỉnh Hải Dương), phá huyện Vĩnh Bảo (nay thuộc Hải Phòng). Số người tham gia tuy lên đến 500 người, nhưng vì vũ khí chỉ có giáo mác nên cuộc khởi nghĩa đã bị đối phương dùng hỏa lực mạnh đánh tan.
Cùng lúc đó, tại huyện Trực Ninh (Nam Định), nghĩa quân do nhà sư Thọ (không biết pháp danh đầy đủ) ở chùa Lãng Đông chỉ huy tiến đánh tỉnh lỵ cũng bị quân triều đình đánh lui.
Sau ba năm tổ chức, cuộc khởi nghĩa thất bại (1875-1897), Mạc Đĩnh Phúc bị bắt và bị xử tử tại Hải Dương ngày 29 tháng 12 năm 1897.

## Nhận xét khái quát
Vào cuối thế kỷ 19, để đánh đuổi quân Pháp xâm lược, các cuộc đấu tranh vũ trang mang màu sắc tôn giáo đã nổ ra. Có thể kể đến các cuộc khởi nghĩa của các lãnh tụ như: Phan Xích Long, Ngô Lợi, Đạo Tưởng, Cử Đa, Võ Trứ, Mạc Đĩnh Phúc...
Nhận xét về các cuộc khởi nghĩa ở thời kỳ này, nhóm Nhân văn Trẻ viết:
Tuy còn nhiều hạn chế về mặt tư tưởng và cách thức tổ chức, nhưng phong trào đấu tranh vũ trang mang màu sắc tôn giáo này vẫn là một bộ phận quan trọng trong phong trào chống thực dân Pháp xâm lược cuối thế kỷ 19 của nhân dân Việt Nam .